# Arnold Deutsch
Arnold Deutsch (* 1903 oder 1904 in Wien; † wohl 7. November 1942 beim Untergang der Donbass im Nordmeer) war ein österreichischer Chemiker, der als Agent für die Sowjetunion tätig war. Sein größter Erfolg war die Anwerbung des späteren britischen Topspions Kim Philby.

## Leben
Die genauen Lebensumstände von Arnold Deutsch sind auf Grund seiner unter verschiedenen Decknamen ausgeführten geheimen Tätigkeit als sowjetischer Agent teilweise unbekannt bzw. widersprüchlich. Gemeinhin wird angenommen, dass er 1903 bzw. 1904 in Wien geboren wurde, als Sohn von Heinrich Deutsch, einem aus der heutigen Slowakei stammenden jüdischen Händler. Deshalb wird er in der Literatur meist als Österreicher bezeichnet, manchmal aber auch als Tscheche, Slowake oder Ungar.
1923 trat er gemeinsam mit Alfred Klahr und Arnold Reisberg in den Kommunistischen Jugendverband ein, der sein Zentrum in der Blumauergasse in Wien-Leopoldstadt hatte. 1924 trat er in die KPÖ ein und begann an der Universität Wien Chemie und Physik zu studieren. Dort war er ein Kollege von Fritz Feigl (gemeinsamer Aufsatz) und promovierte im Jahr 1928. 1929 heiratete er Josefine, welche ihn fortan überall hin begleitete.
Danach ging er nach Moskau, wo er 1931 auch der KPdSU beitrat. Auf Vorschlag der Komintern wurde er von der sowjetischen Geheimpolizei GPU angeworben. Er wurde zunächst als Kurier eingesetzt und reiste nach Griechenland, Rumänien, Syrien und Palästina. 1933 wurde er nach Paris geschickt, von wo aus er unter dem Pseudonym „Otto“ Missionen in Belgien, den Niederlanden, Österreich und dem Deutschen Reich durchführte.
1933 wurde er kurz in Deutschland inhaftiert, konnte jedoch mit Hilfe von Willy Lehmann, einem Sowjetagenten in der Gestapo, freikommen. Im Jahr 1934 wurde er unter dem Pseudonym „Stephan“ nach London geschickt, wo er sich in die philosophische Fakultät der University of London einschrieb, mit dem Ziel subversiver Aktivitäten. In England rekrutierte er mehrere am Kommunismus interessierte britische Studenten, die später unter anderem auch im britischen Geheimdienst Karriere machten, darunter Kim Philby und dessen damalige, aus Wien stammende Ehefrau Litzi Friedmann. Philby hatte er durch Vermittlung von Edith Suschitzky kennengelernt, einer ebenfalls in London lebenden Wienerin. Von 1933 bis 1937 war er Leiter des später unter dem Namen Cambridge Five bekannt gewordenen Agentenrings. In dieser Zeit sollte er auch einen amerikanischen Rekruten evaluieren, Michael Whitney Straight, den er jedoch ablehnte. Später sollte dieser bei der Enttarnung der Gruppe eine wichtige Rolle spielen.
In England konnte er mit Hilfe des Agenten Dimitri Bystroletov die geheimen Codes des Foreign Office knacken, wodurch die Sowjets jetzt britische diplomatische Geheimnisse herausfinden konnten. Im August 1935 kehrte er in die Sowjetunion zurück, wurde jedoch im April 1936 erneut nach London geschickt. Unter der Aufsicht des ebenfalls aus dem ehemaligen Österreich-Ungarn stammenden Theodor Maly rekrutierte er neue Agenten an der Universität Oxford, darunter Arthur Wynn, und gründete die unabhängig von den Cambridge Five operierende Oxford-Gruppe. Neben seiner Agententätigkeit studierte Deutsch ganz regulär weiter und konnte 1936 einen Abschluss in Philosophie machen. Am 21. Mai 1936 wurde seine Tochter Ninette Elisabeth geboren. Im September 1937 wurde er jedoch zurück in die Sowjetunion beordert. Kurz davor waren die hochrangigen sowjetischen Agenten Ignatz Poretsky und Walter Krivitsky übergelaufen, in deren Operationen er am Rande involviert war, so dass befürchtet wurde, er könne dadurch enttarnt werden. Zu dieser Zeit liefen jedoch gerade die Stalinschen Säuberungen, in deren Zuge auch sein Wiener Jugendfreund Arnold Reisberg verhaftet wurde. Deutsch gelang es aber nach langen Verhören, den Verdacht von sich abzulenken. 1938 erhielten er und seine Ehefrau die sowjetische Staatsbürgerschaft, mit Reisepässen ausgestellt auf die Namen Stefan Grigoriewitsch Lang und Josefina Pawlowna Lang. Er war jedoch weitere elf Monate zum Nichtstun verurteilt, da ihm der von Lawrenti Beria geleitete NKWD immer noch misstraute.
Deutsch verließ seine Agentengruppe und arbeitete stattdessen als Forscher am Internationalen Institut für Wirtschaft. Dennoch wird er später wieder als Experte für Handschriften und Fälschungen eingesetzt und nach Ausbruch des Krieges im Juni 1941 wieder als Agent eingestellt. Im November 1941 wurde er mit einer Gruppe von Agenten nach Argentinien geschickt. Die Reiseroute war über Persien und Zentralasien geplant. Als jedoch im Dezember 1941 der Krieg zwischen Japan und den USA ausbrach, wurde die Mission abgebrochen und die Gruppe kehrte nach Moskau zurück. Stattdessen wurde die gefährliche Route über den Atlantik gewagt, und die Gruppe brach mit dem sowjetischen Tanker Donbass (Донбасс) auf. Dieser wurde am 7. November 1942 von dem deutschen Zerstörer Z 27 im Nordmeer torpediert und sank. Die Überlebenden berichteten später, dass Arnold Deutsch ertrunken sei.
Die Todesumstände, bzw. ob Deutsch tatsächlich beim Untergang der Donbass ertrunken ist, bleiben jedoch historisch umstritten. Anderen Quellen zufolge soll Deutsch gar nicht auf der Donbass gewesen sein, sondern später von den Nazis erschossen worden sein, als er per Fallschirm über Österreich abgesprungen ist und dort verhaftet wurde. Rufina Iwanowna Puchowa, die letzte Ehefrau von Kim Philby, bekräftigte 2003 jedoch die Ertrinken-Version, machte allerdings widersprüchliche Angaben über das Ziel dieser Mission. So soll nicht Lateinamerika das eigentliche Ziel gewesen sein, sondern New York, wo Deutsch seine Arbeit als Spion ausweiten sollte.
Das Interesse an der Person Arnold Deutsch stieg erst 1964, nachdem der Verdacht auf Kim Philby immer konkreter wurde und dieser in die Sowjetunion flüchtete. Erst dann begannen der britische MI5 und die amerikanische CIA genaue Nachforschungen über die Agentengruppe der Cambridge Five und deren Entstehung noch vor dem Zweiten Weltkrieg. Wichtige Einzelheiten, etwa der mögliche Tod 1942, drangen jedoch erst nach Ende der Sowjetunion an die Öffentlichkeit.